# Коктал (Аягозский район)
Коктал (каз. Көктал) — упразднённое село в Аягозском районе Восточно-Казахстанской области Казахстана. Ликвидировано в 2013 году. Входило в состав Мадениетского сельского округа. Код КАТО — 633465200.

## Население
По данным 1999 года, в селе не было постоянного населения. По данным переписи 2009 года, в селе проживало 27 человек (14 мужчин и 13 женщин).